# 1189-es busz
Az 1189-es jelzésű autóbusz egy országos autóbuszjárat volt, amit Budapestet kötötte össze Keszthellyel
2020. augusztus 20-ai menetrend módosításokkal került bevezetésre. 
Hévíz és Budapest között naponta egy járat szállította az utasokat. Útvonalának hossza 213,9 km, menetideje 4 óra 20 perc (260 perc) volt.
2022. június 16-ai menetrend módosításokkal megszűnt a Hévíz és Budapest között közlekedő járat, viszont új járat indult munkaszüneti napokon  Budapestről Keszthelyre.
A 2025. április 1-jei menetrend módosításokkal a MÁV Személyszállítási Zrt. megszüntette az autóbuszvonalat, az utolsó járat 2025. március 30-án közlekedett
Útvonalának hossza 200,3 km, menetideje 4 óra 8 perc volt. Az utolsó járatot az AAAT-970 rendszámú ITK Reform 501LE típusú autóbusz teljesítette.

## Megállóhelyei
| 0  | Budapest, Népliget autóbusz-pályaudvar végállomás     | 1 83 901, 914, 914A, 918, 950, 950A 607, 608, 612, 616, 625, 626, 627, 628, 629, 630, 631, 632, 635, 636, 650, 653, 654, 655, 656, 659, 660, 679, 705 1080, 1085, 1087, 1090, 1092, 1094, 1110, 1111, 1113, 1115, 1121, 1123, 1125, 1130, 1131, 1134, 1136, 1172, 1173, 1174, 1175, 1176, 1177, 1183, 1184, 1185, 1188, 1194, 1205, 1212, 1215, 1216, 1229, 1251, 1253, 1257, 1268                                                                                      | Népliget autóbusz-pályaudvar Népliget Planetárium, Groupama Aréna |
| 1  | Budapest, Petőfi híd, budai hídfő                     | 4, 6 154, 212 918 1172, 1173, 1174, 1175, 1176, 1177, 1183, 1184, 1185, 1188, 1194, 1205, 1212, 1215, 1216, 1229, 1251, 1253, 1257 |                                                                   |
| 2  | Budapest, Újbuda-központ                              | 4, 17, 41, 47, 61 33, 58, 150, 154, 212 918, 973, 973A 1172, 1173, 1174, 1175, 1176, 1177, 1183, 1184, 1185, 1188, 1194, 1205, 1212, 1215, 1216, 1229, 1251, 1253, 1257 |                                                                   |
| 3  | Budapest, Sasadi út                                   | 8E, 40, 40B, 53, 87, 87A, 88, 88A, 139, 150, 153, 154, 172, 173, 187, 188, 240 908, 908A, 940, 941, 972, 972B 731 1187 1172, 1173, 1174, 1175, 1176, 1177, 1183, 1184, 1185, 1188, 1194, 1205, 1212, 1215, 1216, 1229, 1251, 1253, 1257 1187 |                                                                   |
| 4  | Székesfehérvár, Zombori út                            | 17, 20, 22 707, 740, 747, 748, 749, 750, 759 1172, 1174, 1173, 1205, 1215 |                                                                   |
| 5  | Székesfehérvár, Király sor                            | 14, 14G, 22, 23, 42, 43, 44 707, 740, 747, 748, 749, 750, 759 1172, 1173, 1174, 1205, 1215 |                                                                   |
| 6  | Székesfehérvár, autóbusz-állomás                      | 10, 11, 12, 12Y, 13G, 14, 14G, 15, 26, 26A, 36, 37, 38, 42, 43, 44 707, 740, 747, 748, 749, 750, 759 1172, 1173, 1174, 1205, 1215, 1507, 1510, 1512, 1529, 1563, 1706, 1707, 1758, 1803, 1808, 1809, 1822, 1824, 1826, 1841, 1842, 1843, 1845, 1846, 1853 7315, 8000, 8010, 8011, 8032, 8033, 8034, 8035, 8037, 8039, 8040, 8041, 8047, 8048, 8049, 8055, 8060, 8062, 8065, 8066, 8067, 8068, 8069, 8070, 8082, 8086, 8092, 8093, 8096, 8097, 8099                      |                                                                   |
| 7  | Csór, Magyar utca                                     | 1215, 1529, 1758, 1808, 1853 7315, 8082 |                                                                   |
| 8  | Várpalota, Alumíniumkohó bejárati út                  | 1212, 1215, 1216, 1229, 1529, 1758, 1808, 1853 7315, 8082 |                                                                   |
| 9  | Várpalota, autóbusz-állomás                           | 1212, 1215, 1216, 1229, 1529, 1758, 1808, 1853 7311, 7314, 7315, 7501, 7521, 7531, 7532, 7534, 7538, 8082 |                                                                   |
| 10 | Veszprém, Viola utca                                  | 6, 16, 23, 23U 1212, 1215, 1216, 1229, 1529, 1564, 1592, 1593, 1740, 1742, 1758, 1808, 1853 7033, 7300, 7301, 7303, 7306, 7307, 7309, 7311, 7314, 7315, 7316, 7317, 7319, 7320, 7322, 7323, 7324, 7326 |                                                                   |
| 11 | Veszprém, autóbusz-állomás                            | 1, 2, 3, 4, 4A, 7, 7A, 10, 12, 13, 22, 22A, 23, 23U, 47 1212, 1215, 1216, 1229, 1510, 1513, 1529, 1564, 1592, 1593, 1625, 1631, 1658, 1708, 1709, 1710, 1720, 1722, 1731, 1735, 1736, 1740, 1742, 1758, 1806, 1808, 1846, 1853 5449, 7300, 7301, 7303, 7306, 7307, 7309, 7311, 7315, 7316, 7317, 7319, 7320, 7322, 7323, 7324, 7326, 7332, 7333, 7335, 7338, 7341, 7344, 7345, 7346, 7350, 7355, 7360, 7361, 7363, 7366, 7370, 7381, 7386, 7388, 7391, 7395, 7396, 7398 |                                                                   |
| 12 | Veszprém, kórház                                      | 7, 7A 1529, 1631, 1658, 1710, 1720, 1735, 1740, 1758, 1806, 1808, 1846, 1853 7341, 7344, 7345, 7346, 7350, 7355 |                                                                   |
| 13 | Csopak, Csonkatorony 73-as út                         | 1529, 1631, 1658, 1710, 1720, 1735, 1740, 1758, 1806, 1808, 1846, 1853 7350, 7355, 7363 |                                                                   |
| 14 | Balatonfüred, Arács vasúti megállóhely                | 3, 4 1529, 1631, 1658, 1709, 1710, 1720, 1722, 1735, 1740, 1758, 1806, 1808, 1846, 1853 7338, 7344, 7345, 7350, 7355, 7363, 7653, 7654, 8082 személyvonat, Vízipók sebesvonat, Katica InterRégió | Balatonarács megállóhely                                          |
| 15 | Balatonfüred, Arany Csillag                           | 3, 4 1529, 1631, 1658, 1709, 1710, 1720, 1722, 1735, 1740, 1758, 1806, 1808, 1846, 1853 7338, 7344, 7345, 7350, 7355, 7363, 7653, 7654, 8082 |                                                                   |
| 16 | Balatonfüred, autóbusz-állomás                        | 1, 1B, 2, 3, 4 1529, 1631, 1658, 1709, 1710, 1720, 1722, 1735, 1740, 1758, 1806, 1808, 1846, 1853 7338, 7344, 7345, 7346, 7350, 7355, 7363, 7671, 7673, 7674, 7676, 7682, 7686, 8082 személyvonat, sebesvonat, Vízipók sebesvonat, Tekergő sebesvonat, Csabai Tekergő expresszvonat, Szabolcsi Tekergő expresszvonat, Katica InterRégió, Kék Hullám Intercity | Balatonfüred vasútállomás                                         |
| 17 | Aszófő, vasútállomás bejárati út                      | 1631, 1658, 1735, 1806, 1808, 1846 7671 személyvonat, sebesvonat, Kék Hullám InterCity | Aszófő vasútállomás                                               |
| 18 | Örvényes, autóbusz-váróterem                          | 1631, 1658, 1735, 1806, 1808, 1846 7671 |                                                                   |
| 19 | Balatonudvari, autóbusz-váróterem                     | 1631, 1658, 1735, 1806, 1808, 1846 7671 |                                                                   |
| 20 | Balatonudvari, Fövenyes, bejárati út                  | 1631, 1658, 1735, 1806, 1808, 1846 7671 |                                                                   |
| 21 | Balatonakali, bejárati út                             | 1631, 1658, 1735, 1806, 1808, 1846 7671, 7682 |                                                                   |
| 22 | Zánka, Gyermekváros                                   | 1631, 1658, 1735, 1806, 1808, 1846 7671 |                                                                   |
| 23 | Zánka-Köveskál, vasútállomás bejárati út              | 1631, 1658, 1735, 1806, 1808, 1846 7671, 7706 személyvonat, sebesvonat, Csabai Tekergő sebesvonat, Kék Hullám InterCity | Zánka-Köveskál vasútállomás                                       |
| 24 | Balatonszepezd, Viriusz telep                         | 1631, 1658, 1735, 1806, 1808, 1846 7671 |                                                                   |
| 25 | Balatonszepezd, vasúti megállóhely                    | 1631, 1658, 1735, 1806, 1808, 1846 7671 személyvonat, sebesvonat, Kék Hullám InterCity | Balatonszepezd megállóhely                                        |
| 26 | Révfülöp, vasútállomás                                | 1631, 1658, 1717, 1735, 1806, 1808, 1846 7387, 7671, 7705, 7744 személyvonat, sebesvonat, Csabai Tekergő sebesvonat, Kék Hullám InterCity | Révfülöp vasútállomás                                             |
| 27 | Balatonrendes, vasúti megállóhely                     | 1631, 1658, 1717, 1735, 1806, 1808, 1846 7387 személyvonat, sebesvonat, Kék Hullám InterCity | Balatonrendes megállóhely                                         |
| 28 | Ábrahámhegy, vasúti megállóhely                       | 1631, 1658, 1717, 1735, 1806, 1808, 1846 7387 személyvonat, sebesvonat, Kék Hullám InterCity | Ábrahámhegy megállóhely                                           |
| 29 | Badacsonytomaj, (Badacsonyörs), camping               | 1631, 1658, 1717, 1735, 1806, 1808, 1846 7387 |                                                                   |
| 30 | Badacsonytomaj, (Badacsonyörs), posta                 | 1631, 1658, 1717, 1735, 1806, 1808, 1846 7387 |                                                                   |
| 31 | Badacsonytomaj, vasútállomás bejárati út              | 1631, 1658, 1717, 1735, 1806, 1808, 1846 6363 személyvonat, sebesvonat, Csabai Tekergő sebesvonat, Kék Hullám InterCity | Badacsonytomaj vasútállomás                                       |
| 32 | Badacsony, vasúti megállóhely                         | 1579, 1631, 1658, 1717, 1735, 1806, 1808, 1846 6363, 7387, 7929 személyvonat, sebesvonat, Csabai Tekergő sebesvonat, Kék Hullám InterCity | Badacsony megállóhely                                             |
| 33 | Badacsonylábdihegy, vasúti megállóhely bejárati út    | 1579, 1631, 1658, 1717, 1735, 1806, 1808, 1846 6363, 7387 személyvonat, sebesvonat, Kék Hullám InterCity | Badacsonylábdihegy megállóhely                                    |
| 34 | Badacsonytördemic-Szigliget, vasútállomás bejárati út | 1579, 1631, 1658, 1717, 1735, 1806, 1808, 1846 7387, 7710 személyvonat, sebesvonat, Kék Hullám InterCity | Badacsonytördemic-Szigliget vasútállomás                          |
| 35 | Szigliget, bejárati út                                | 1579, 1631, 1658, 1735, 1806, 1808, 1846 6363, 7710 |                                                                   |
| 36 | Balatonederics, bejárati út                           | 1212, 1569, 1579, 1625, 1631, 1658, 1714, 1723, 1735, 1736, 1806, 1808, 1846 6361 |                                                                   |
| 37 | Balatongyörök, Becehegy                               | 1212, 1579, 1625, 1631, 1658, 1714, 1723, 1735, 1736, 1808, 1846 6361 |                                                                   |
| 38 | Balatongyörök, Szépkilátó                             | 1212, 1579, 1625, 1631, 1658, 1714, 1723, 1735, 1736, 1806, 1808, 1846 6361, 6363 |                                                                   |
| 39 | Balatongyörök, bejárati út                            | 1212, 1569, 1579, 1625, 1631, 1658, 1714, 1723, 1735, 1736, 1806, 1808, 1846 6360, 6361, 6363 |                                                                   |
| 40 | Vonyarcvashegy, vasútállomás bejárati út              | 1212, 1569, 1579, 1625, 1631, 1658, 1714, 1723, 1735, 1736, 1806, 1808, 1846 6360, 6361, 6363 személyvonat, Lesence sebesvonat, Tanúhegy sebesvonat, Helikon InterRégió | Vonyarcvashegy vasútállomás                                       |
| 41 | Gyenesdiás, takarékpénztár                            | 1212, 1569, 1579, 1625, 1631, 1658, 1714, 1723, 1735, 1736, 1806, 1808, 1846 6360, 6361, 6363 |                                                                   |
| 42 | Gyenesdiás, községháza                                | 1212, 1579, 1625, 1631, 1658, 1714, 1723, 1735, 1736, 1806, 1808, 1846 6360, 6361, 6363 |                                                                   |
| 43 | Keszthely, Vágóhíd utca                               | 1 1212, 1579, 1625, 1631, 1658, 1714, 1723, 1735, 1736, 1806, 1808, 1846 6360, 6361, 6363 |                                                                   |
| 44 | Keszthely, kórház                                     | 1 1212, 1569, 1579, 1625, 1631, 1658, 1714, 1723, 1735, 1736, 1806, 1808, 1846 6360, 6361, 6363 |                                                                   |
| 45 | Keszthely, autóbusz-állomás végállomás                | 1 1194, 1212, 1402, 1499, 1506, 1569, 1578, 1579, 1625, 1631, 1658, 1665, 1666, 1673, 1714, 1723, 1724, 1725, 1732, 1735, 1736, 1794, 1806, 1808, 1846 5974, 5976, 6103, 6162, 6216, 6230, 6231, 6237, 6307, 6308, 6310, 6350, 6355, 6360, 6361, 6363, 6375, 6384, 6391, 6395, 6396, 6398, 6415 személyvonat, sebesvonat, Helikon InterRégió, Lesence expresszvonat, Tanúhegy expresszvonat, Fenyves expresszvonat, Balaton InterCity                                   | Keszthely vasútállomás                                            |